# Jérôme Carrein
Jérôme Carrein, född 1941, död 1977 genom halshuggning, var en fransk brottsling och den siste franske medborgaren att avrättas i landet. Den då 34-årige familjefadern Carrein dömdes 1976 till döden i Saint-Omer för ett mord, begånget i oktober 1975, på en åttaårig flicka i Arleux efter ett våldtäktsförsök. Utgången och straffet bekräftades av rätten i Douai i februari 1977 sedan kassationsdomstolen i Paris funnit skäl för ny rättegång med hänvisning till en teknikalitet (vid juryrättegångar Frankrike leder en överklagan till en ny rättegång i ett annat departement, då en omprövning av en högre instans annars skulle ogiltigförklara juryns, och därmed folkets suveränitet). Den andra juryn debatterade frågan i endast 55 minuter, och den här gången kom dödsdomen att träda i kraft.
Kort innan utfallet, i januari 1977, hade barnamördaren Patrick Henry undsluppit dödsstraff efter ett passionerat försvarstal av sin advokat, den senare justitieministern Robert Badinter i Troyes, vilket anses ha påverkat opinionen mot brottslingar av Carreins renommé. Sedan domen överklagats till president Valéry Giscard d'Estaing, den sista instansen för dödsdömda, och avslagits, halshöggs Carrein i gryningen den 23 juni 1977. Den sista avrättningen i landet, av Hamida Djandoubi, följde tre månader senare, varefter samtliga domar kom att benådas eller ej träda i kraft. Fallet Carrein, liksom den något tidigare rörande Christian Ranucci och Djandoubi, var de enda avrättningarna att verkställas under Giscard d'Estaings tid som president.